# Liste der deutschen Botschafter in Mauretanien
Die Liste der deutschen Botschafter in Mauretanien enthält die Botschafter der Bundesrepublik Deutschland in Mauretanien. Sitz der Botschaft ist in Nouakchott.
| Name                          | Amtszeit  | Anmerkungen                                            |
| ----------------------------- | --------- | ------------------------------------------------------ |
| Walter Reichhold              | 1960–1963 | Botschafter in Dakar (Senegal) mit Nebenakkreditierung |
| Walter Schmid                 | 1963–1964 |                                                        |
| Wolfgang Haag                 | 1965–1967 |                                                        |
| Wolf von Arnim                | 1967–1971 |                                                        |
| Norbert Montfort              | 1971–1974 |                                                        |
| Arthur von Magnus             | 1974–1976 |                                                        |
| Burghart Nagel                | 1976–1979 |                                                        |
| Rudolf Rapke                  | 1980–1983 |                                                        |
| Erich Bliesener               | 1983–1984 |                                                        |
| Wilhelm Schürmann             | 1984–1987 |                                                        |
| Helmut von Edig               | 1987–1990 |                                                        |
| Fritz Hermann Flimm           | 1991–1994 |                                                        |
| Johannes Westerhoff           | 1994–1998 |                                                        |
| Stephan Krier                 | 1998–2001 |                                                        |
| Bernd Morast                  | 2001–2004 |                                                        |
| Eberhard Schanze              | 2007–2010 |                                                        |
| Dietmar Blaas                 | 2010–2013 |                                                        |
| Birgitta Maria Siefker-Eberle | 2014–2015 |                                                        |
| Carola Müller-Holtkemper      | 2015–2018 |                                                        |
| Gabriela Guellil              | 2018–2021 |                                                        |
| Isabel Hénin                  | 2021–2024 |                                                        |
| Florian Reindel               | seit 2024 |                                                        |